# 西郷川 (兵庫県)
西郷川（さいごうがわ）は、兵庫県神戸市灘区を流れ、大阪湾に注ぐ二級河川である。灘五郷の一つである西郷は「ニシゴウ」と呼ばれるが、本流は「サイゴウガワ」と呼ばれている。

## 地理
神戸市灘区西部に位置する摩耶山（702m）に源を発し、南下しながら観音寺川分派放水路と合流し、王子動物園のある王子公園北方を通過する。その後、河口付近で観音寺川と合流し、同区灘浜町で大阪湾に注ぐ。
上流の山地部は青谷川と呼ばれ、急峻な地形となっていて、下流は扇状地となっている。

## 周辺
- 王子公園
  - 王子動物園
  - 旧ハンター邸
- 兵庫県立神戸高校
- 松蔭中学校・高等学校
- 海星女子学院
  - 神戸海星女子学院大学
  - 神戸海星女子学院中学校・高等学校
  - 神戸海星女子学院小学校
- 阪急神戸本線「王子公園駅」
- JR神戸線「摩耶駅」
- 阪神本線「西灘駅」
- 西求女塚古墳
- 摩耶埠頭